# Georges Tainturier
Georges Tainturier   (Labruyère, 20 de maig de 1890 - Colònia, 7 de desembre de 1943) va ser un tirador d'esgrima francès, especialista en espasa, que va competir durant la dècada de 1920 i 1930, i membre de la resistència durant l'ocupació nazi.
Sargent a la reserva del cos d'infanteria el 1914, fou ferit mentre dirigia el seu escamot, durant la Primera Guerra Mundial. Pels seus mèrits fou guardonat amb la Creu de Guerra i fou nomenat cavaller per la Legió d'Honor.
El 1924 va prendre part en els Jocs Olímpics de París, on guanyà la medalla d'or en la competició d'espasa per equips del programa d'esgrima. Vuit anys més tard, als Jocs de Los Angeles, tornà a guanyar la medalla d'or en la competició d'espasa per equips del programa d'esgrima.
A partir de novembre de 1940, amb l'entrada dels nazis a França entrà en contacte amb la resistència. El gener de 1942 va fer-se càrrec del Grup Compiègne (Oise). El 3 de març de 1942 va ser detingut al seu domicili. Va ser empresonat a la presó de Fresnes i després deportat a Saarbrücken. El 19 d'octubre de 1943 va ser condemnat a mort i fou executat amb una destral el 7 de desembre del mateix any.